# Ice Ages
Ice Ages est un groupe autrichien de dark electro et dark wave. Signé sur Napalm Records jusqu'en 2021, le groupe est un one-man band composé de Richard Lederer de Summoning et Die Verbannten Kinder Evas.

## Histoire
Richard Lederer commence Ice Ages en 1997 avec son premier album Strike the Ground. Depuis la sortie du premier album d'Ice Ages, il y a des retards significatifs avant que les trois albums suivants ne sortent. Après un retard de trois ans, The Killing Emptiness sort chez Napalm Records en 2000. Elle possède cependant une qualité sonore supérieure et un style lyrique plus mature, associé aux voix profondes et distordues de Richard Lederer. Contrairement à d'autres œuvres de la scène electro, la structure rythmique est plus compliquée et les sons sont plus polyphoniques. Ice Ages prévoit de suivre son propre style sombre et mélodique et non celui des tendances modernes.
Après huit autres années, Buried Silence sort en 2008,, Les paroles sont écrites par Grom, spécifiquement adaptées à la musique pré-composée. Les nouvelles chansons suivent le style de l'album précédent ; elles sont très sombres, lentes et mélodiques, avec un son de batterie fortement distordu, mais cette fois-ci en utilisant des sons mélodiques plus bruts et en augmentant la complexité du rythme.
En 2019, le groupe sort Nullify,, suivi en 2021 par Vibe of Scorn,.

## Discographie
- 1997 : Strike the Ground
- 2000 : This Killing Emptiness
- 2008 : Buried Silence
- 2019 : Nullify
- 2021 : Vibe of Scorn
- 2023 : Coma
- 2024 : Parasiting Dreams